# +100500
«+100500» (читается как — «Плюс сто-пятьсо́т») — развлекательное интернет-шоу, автором и ведущим которого является российский видеоблогер, обозреватель и музыкант Максим Голополосов. Первый выпуск «+100500» появился на видеохостинге YouTube 29 августа 2010 года.

## Название
Интернет-шоу было названо по интернет-мему «+100500», означающему энергичное согласие с высказыванием другого участника на форуме или в блоге.

## Описание
В шоу «+100500» Максим Голополосов делает видеообзоры на смешные видеоролики, найденные в Интернете. Комический эффект достигается при помощи склейки фрагментов видеоклипа с комментариями ведущего. Для каждого выпуска подбирается четыре видеоролика. Как правило, каждый эпизод именуется по названию, сюжету или ключевой фразе из предыдущего ролика. Съёмки производятся на фоне леопардового покрывала.
Каждый выпуск начинается с показа надписи:

«ДИСКЛЕЙМЕР: Некоторые из представленных видео могут оказаться дикими баянами-бабаянами… Но мне как-то похуй».

В 57 выпуске Максим анонсировал появление интерактива со зрителями («Адовый интерактивчик»). Механика: пользователи пишут шутки про видео из текущего эпизода и указывают тайм-коды момента, который они комментируют, а Максим отбирает наиболее смешные шутки зрителей и зачитывает их после титров в конце следующего эпизода. Позднее, Максим заявил, что у Петра Сивака много работы, и на интерактив у него нет времени. Поэтому он предложил, чтобы в следующих выпусках был интерактив попроще.
Выпуск «Побег из тюрьмы» нарушал правила YouTube, и зрители увидели его только на сайте carambatv.ru. После этого каждую неделю помимо основного выпуска стал выходить эксклюзивный, не имеющий нумерации и не выкладываемый на YouTube.
В 81 выпуске Максим объяснил правила нового интерактива: зритель присылает видеоответ, где он изображает какой-то предмет. В комментариях пользователи будут угадывать, что это за предмет. И в следующем выпуске будет показан правильный ответ. Интерактив вступил в силу с 84 выпуска, а завершился в 141 выпуске.
«+100500» — русскоязычный аналог популярного американского интернет-шоу «Equals Three» (=3), автором и ведущим которого является Рэй Джонсон.
С 23 января 2017 года, после ухода Максима Голополосова, режиссёра Петра Сивака, продюсера Максима Орлова и других создателей шоу из компании «Карамба Медиа», шоу производится независимо. Был прекращён выход эксклюзивных выпусков, однако стандартные видео продолжают выкладываться на сайт carambatv.ru.

## История создания
Летом 2010 года Максим Голополосов смотрел шоу Рэя Уильяма Джонсона «=3». Тогда у него возникла идея создать нечто подобное самому, он поделился этой идеей с другом, и тот настоял на том, чтобы Максим поскорее взялся за дело. Первые выпуски снимались на видеокамеру, которую Максим брал у своего соседа. В качестве штатива он использовал книги, поставленные на принтер, а для освещения — два светильника, с которых постоянно приходилось снимать плафоны. Тем не менее первый выпуск шоу «+100500» на 2019 год набрал более девяти миллионов просмотров.

## Популярность
Статистические показатели на конец июня 2019 года:
- Количество просмотров на каждый выпуск шоу «+100500» колеблется от одного до пяти миллионов, но в последнее время новый ролик редко набирает даже 3 миллиона просмотров;
- Общее количество просмотров видео канала AdamThomasMoran составляет более 2 миллиардов (на самом канале указано гораздо меньшее число из-за прошлого удаления и сброса значений);
- На канал AdamThomasMoran подписалось 10 миллионов пользователей YouTube;
- Групп +100500 «ВКонтакте» создано много, но ни одна из них не подтверждена «галочкой». На группу с самым большим количеством подписчиков подписалось почти 2 миллиона человек;

Канал занимает 47-е место по количеству просмотров среди всех русскоязычных каналов и 1-е место по количеству просмотров в категории «Юмор».
Самым популярным видео на канале стал эпизод #32 под названием «+100500 — Лох! Пидр!». Видео набрало более 13 миллионов просмотров.
В 2013 году выпуск шоу «Школа безумия» стал пятым по популярности русскоязычным роликом YouTube. В частности, в этот выпуск вошло видео падения челябинского метеорита, которое само по себе заняло девятое место в данном рейтинге.

## +100500 на телевидении

Логотип «+100500» для телеканала «Перец/Че» (сентябрь 2011—август 2016)

21 сентября 2011 года на сайте телеканала «Перец» появился анонс, в котором сообщалось, что шоу «+100500» теперь будет выходить и на этом канале. Первый выпуск на «Перце» появился в воскресенье 23 октября 2011 года в 23:00. В телевизионном варианте передача длится двадцать минут и представляет собой как компиляцию видео из интернет-выпусков, так и эксклюзивные выпуски, снятые специально для ТВ. На телевидении «+100500» появилось с цензурой: ненормативная лексика «запикивалась», позже заменялась звуком белого шума, а когда Максим Голополосов произносил его, у него на губах появлялась «чёрная метка» с логотипом сайта CarambaTV.ru. С сентября 2012 по декабрь 2016 года на «Перце» (впоследствии «Че») «+100500» выходил без мата (Макс произносил мат лишь в самых редких случаях, при этом его рот уже не закрывался «чёрной меткой»).
Телевизионный продюсер Александр Цекало по поводу появления шоу «+100500» на телеканале «Перец» сказал следующее:

«Перец» сделал программу с участием YouTube-проекта «+100500», и у неё низкие рейтинги, ниже средней доли канала. Это значит, что те, кто смотрел «+100500» в сети, не готовы смотреть телевизор, а телезрители, в свою очередь, не приняли этот интернет-продукт.— Александр Цекало
Впрочем, на январь 2013 года доля программы уже существенно превышала среднюю долю канала и составляла 3,7 %.
18 декабря 2016 года на телеканале «Че» вышел 275 выпуск данной версии шоу. До 14 января 2017 года передача недолгое время выходила в повторах поздно ночью, после чего её регулярный выход был прекращён. Это произошло вследствие разногласий создателей шоу с руководством медиахолдинга «СТС Медиа», в который входит компания «Карамба Медиа» с января 2015 года, а также телеканал «Че».
19 августа 2018 года, спустя почти два года, «+100500» было возобновлено на телеканале «Че» с немного изменённой концепцией. Нецензурные выражения заменили звуком мычания коровы, позже — звуком аккордеона, а рот говорящего в этот момент стали закрывать изображением смайлика, позже — аккордеона.
С 20 августа 2018 года по будням в ночное время суток вновь стали выходить повторы старых выпусков программы «+100500», ранее выходивших на телеканале «Перец», а с осени 2019 года — и в дневное, и в вечернее время суток в несколько перемонтированном варианте, с возрастным ограничением 16+.

## Критика

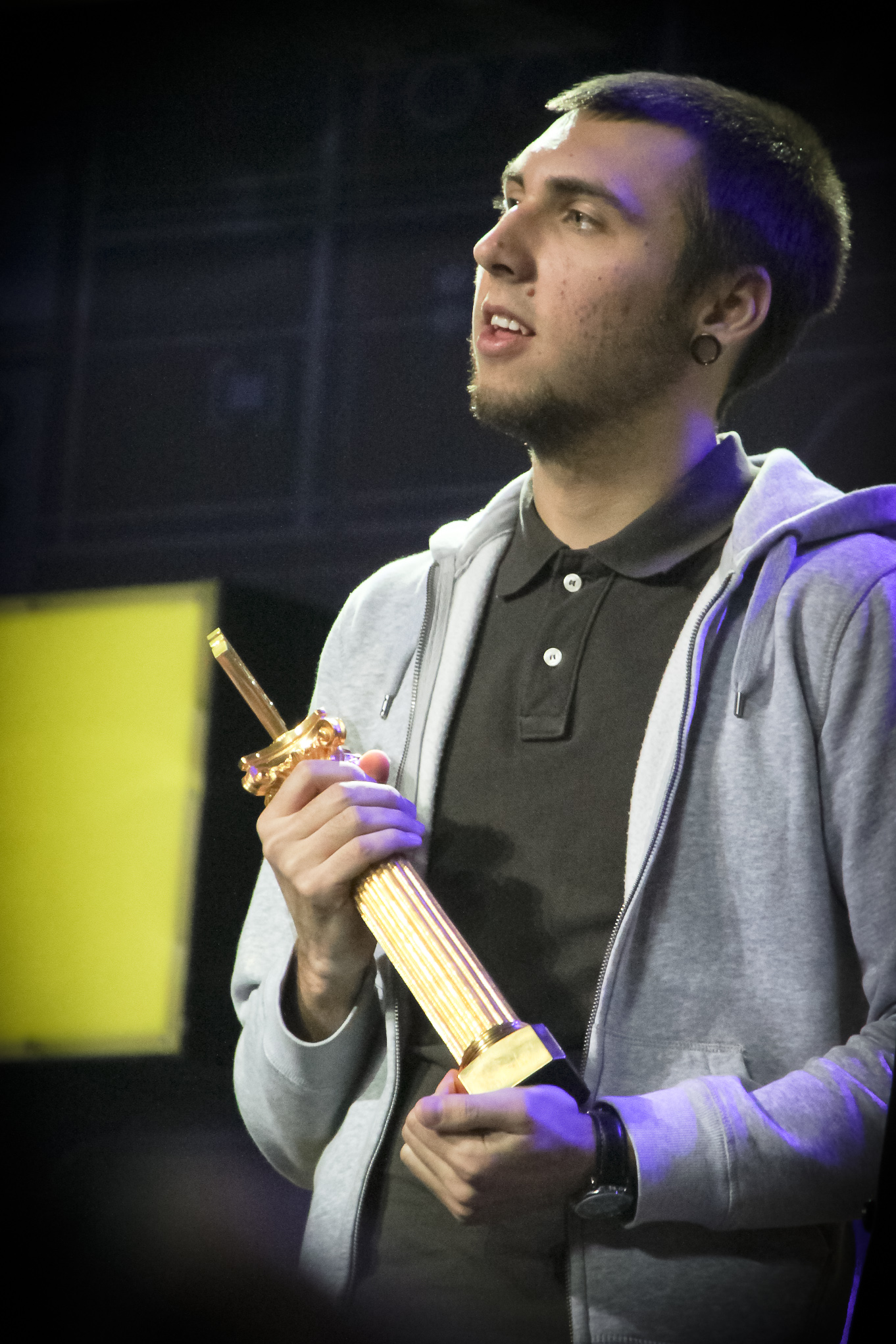
Максим Голополосов на «Премии Рунета-2011»

Наиболее часто ведущего шоу «+100500» упрекают в наличии обсценной лексики. В октябре 2011 года при помощи интернет-издания «Аргументы и Факты» было проведено народное интервью с Максимом: пользователи присылали ему вопросы, редакторы отобрали наиболее интересные и отослали Максиму, чтобы он ответил на них в своём видеоблоге Moran Days. 20 октября 2011 года на сайте АиФ была опубликована видеозапись, на которой Максим детально ответил на отобранные вопросы. Относительно мата он сказал следующее:

«Я знаю людей из университета, у многих из которых есть звание профессора. Но они употребляют мат в своей речи. Тут все зависит от ситуации. В компании с незнакомыми людьми материться — это не очень культурно. Но если ты в своей компании и у вас так принято выражаться, то почему бы и нет? Я считаю, что нет ни одного человека, который ни разу в жизни не употребил хотя бы одно матерное слово. Можешь говорить, что это не так. Но, признайся — возможно, это было не специально. Люди, которые говорят, что никогда не матерятся, у них в голове всё перевёрнуто. Они строят из себя пай-мальчиков и пай-девочек, а по правде, они дикие извращенцы и дома у них происходят оргии. Таких людей надо опасаться. И есть ещё всякие ханжи, которые хотят пописать, а писочку свою увидеть не хотят».— Максим Голополосов
Автора +100500 упрекают в плагиате шоу «Equals Three». Максим не отрицает того, что оригинальная идея принадлежит не ему, но при этом уточняет, что Рэй делает видеообзоры на вирусное видео (viral video), тогда как для него количество просмотров выбранного видео роли не играет — главное комическая составляющая. Ещё одним существенным отличием можно считать то, что в выпусках +100500 обозревается по четыре видеоролика, а в выпусках «Equals Three» — три.
Критике также подверглось появление шоу «+100500» на телеканале «Перец». Автор статьи в «Комсомольской правде» сделал по этому поводу следующий комментарий:

«Как видите, умения сочно материться без запинки достаточно, чтобы тебе доверили смешить людей на федеральной частоте».— Комсомольская правда

## Конкурсы и награды
- 25 ноября Максим Голополосов вместе с Михаилом Орловым получили «Премию Рунета-2011» в номинации «Стартап года» за организацию Caramba Media, создавшую сайт CarambaTV.ru.
- Максим Голополосов отказался от участия в конкурсе «Герой Рунета-2011», несмотря на то, что был на первом месте в голосовании.
- Максим Голополосов получил орден «Большой разницы». В новогоднем выпуске программы показали пародию на шоу «+100500»[19]. В ней актёр Дмитрий Малашенко на фоне леопардового ковра делал обзоры на ролики, которые породили интернет-мемы (однако все спародированные видео обозревались не в «+100500», а в «This is Хорошо»). Помимо Максима Голополосова в студию «Большой разницы» был приглашён Андрей Бочаров и по окончании программы обоим выдали награды[20].

## Удаление с YouTube
26 апреля 2012 года канал AdamThomasMoran был удалён с YouTube якобы за размещение материалов, нарушающих авторские права. Данное событие вызвало достаточно широкий резонанс в Интернете среди поклонников и противников Макса. Многие полагали, что после удаления канала шоу будет закрыто. Однако, как заявил представитель ресурса Carambatv.ru, проблема была вызвана техническими неполадками. Проблемы с администрацией YouTube были решены, и после девяти часов вечера того же дня канал был восстановлен.